# Chrysozephyrus esakii
Chrysozephyrus esakii är en fjärilsart som beskrevs av Jinhaku Sonan 1940. Chrysozephyrus esakii ingår i släktet Chrysozephyrus och familjen juvelvingar. Inga underarter finns listade i Catalogue of Life.